# آي إم بي
آي إم بي (بالإنجليزية: Ieoh Ming Pei) هو معماري أمريكي من أصل صيني، ولد في قوانغتشو بالصين في 26 نيسان 1917 ونشأ في هونغ كونغ وشنغهاي. وهو الذي صمم الهرم الزجاجى المثير للجدل في مدخل متحف اللوفر بباريس .

## روابط خارجية
- آي إم بي على موقع الموسوعة البريطانية (الإنجليزية)
- آي إم بي على موقع مونزينجر (الألمانية)
- آي إم بي على موقع إن إن دي بي (الإنجليزية)